# Real Academia Sueca de Agricultura y Silvicultura
La Real Academia de Agricultura y Silvicultura de Suecia (en sueco Kungl. Skogs- och Lantbruksakademien) es una de las Academias reales de Suecia.
Tiene desde 1972 su base en la calle Drottninggatan 95, cerca del parque Observatorielunden, en los antiguos locales del Instituto real de tecnología (KTH).

## Historia
Kongl. Svenska Landtbruks-Academien, o Real Academia Sueca de Agricultura, fue fundada en 1811 y arrancó sus actividades el 28 de enero de 1813 sobre iniciativa del príncipe heredero Karl Johan, que resultará más tarde el rey Carlos XIV Juan de Suecia. Su modelo de inspiración fue probablemente la Academia de agricultura de Francia y dirigió la institución sueca recién inaugurada como primer presidente de su historia.
Para esa época, cerca del 85 % de la población sueca vivía de las actividades agrícolas. Desde el comienzo de su funcionamiento, la Academia jugó un rol central como autoridad administrativa. En lo sucesivo, en proporción al desarrollo de diferentes autoridades propias a cada sector, las tareas de la Academia se fueron modificado. De numerosas instituciones actuales en el medio agrícola encuentran su origen en la Academia: Departamento de Agricultura, Oficina de la Agricultura y Consejo de investigación Forma son algunos ejemplos. La Academia se ha ocupado por numerosos años la dirección de la gestión económica y estaba por consiguiente al frente de las actividades de investigación, responsabilidad que retomó más tarde por Sveriges lantbruksuniversitet (SLU, Universidad de Agricultura de Suecia).
En 1956, los campos de investigación de la Academia se extendieron a las actividades forestales, y su nombre cambió para Kungl. Skogs- och Lantbruksakademien (KSLA, Real Academia Sueca de Agricultura y Silvicultura). Al paso de los años, la Academia se ha beneficiado de diferentes donaciones. Estos fondos se comparten entre subvenciones a la investigación y de becas. Cada año, el 28 de enero, día de cumpleaños de la Academia, se dan premios y recompensas a contratistas y portadores de proyecto meritorios en los sectores de la agricultura y la silvicultura.